# جوديث غوتييه
جوديث غوتييه (بالفرنسية: Judith Gautier) هي لويز شارلوت إرنستين غوتييه أو مدام كاتولوس مندس كاتبة فرنسية ولدت في باريس في 25 أوت 1845 و توفيت في 26 ديسمبر 1917. و هي ابنة الكاتب تيوفيل غوتيه.